# Archidiócesis de Santiago de Compostela
La archidiócesis de Santiago de Compostela (en latín: Archidioecesis Compostellana y en gallego: Arquidiocese de Santiago de Compostela) es una circunscripción eclesiástica de la Iglesia católica en España. Se trata de una archidiócesis latina, sede metropolitana de la provincia eclesiástica de Santiago de Compostela. Desde el 1 de abril de 2023 su arzobispo es Francisco José Prieto Fernández.

## Territorio y organización

División eclesiástica de Galicia. Muchos de sus arciprestazgos hacen referencia a entidades étnicas prerromanas, como Nemancos, Céltigos, Entíns o Posmarcos

La archidiócesis tiene 8546 km² y extiende su jurisdicción sobre los fieles católicos de rito latino residentes en parte de la comunidad autónoma de Galicia, comprendiendo parte de las provincias de La Coruña y Pontevedra.

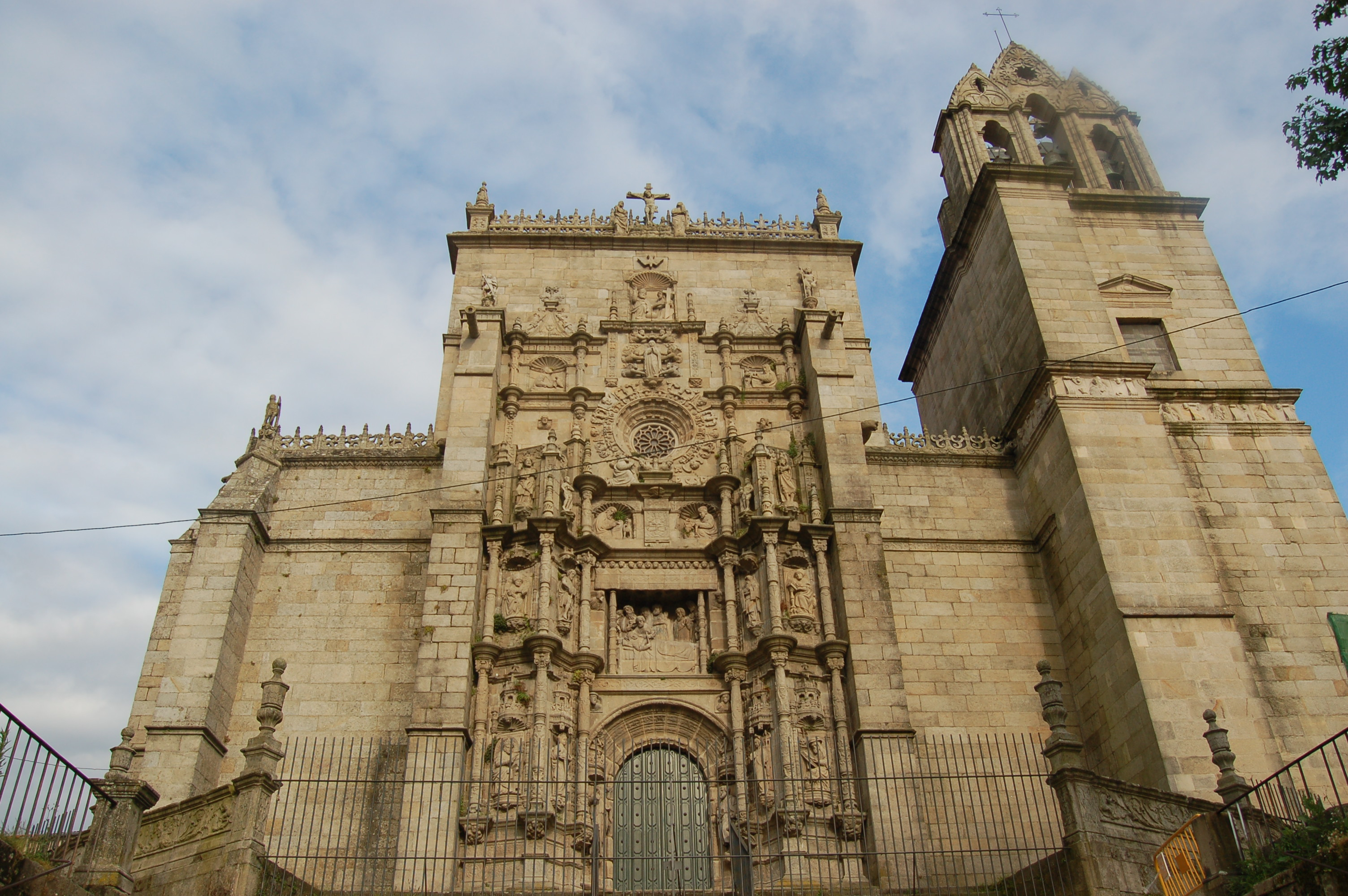
basílica menor de Santa María la Mayor, en Pontevedra

La sede de la archidiócesis se encuentra en la ciudad de Santiago de Compostela, en donde se halla la Catedral basílica de Santiago. En Pontevedra se encuentra la basílica menor de Santa María la Mayor.
La arquidiócesis tiene como sufragáneas a las diócesis de: Lugo, Mondoñedo-Ferrol, Orense y Tuy-Vigo.
Tras el Decreto de remodelación de los Arciprestazgos del 30 de abril de 2024 en la archidiócesis existen 1070 parroquias agrupadas en 15 arciprestazgos, y estos a su vez, agrupados en 3 vicariatos:
Vicariato de Santiago de Compostela
- Incluye los arciprestazgos de: Céltigos y Entíns, Ferreiros y Sobrado, Iria Flavia y Santiago, Ordes y Barbeiros, Postmarcos, Soneira y Nemancos y Tabeirós

Vicariato de La Coruña
- Incluye los arciprestazgos de: A Coruña, Alvedro-Cerveiro, Bergantiños, Betanzos y Eume

Vicariato de Pontevedra
- Incluye los arciprestazgos de: Lérez, Montes y Salnés

### Camino de Santiago

Mapa de la principal ruta del Camino de Santiago entre los Pirineos y Santiago de Compostela

Santiago de Compostela es destino de continuas peregrinaciones de todo el mundo, siendo uno de los tres puntos de peregrinación más importantes de todo el cristianismo (junto con Jerusalén y Roma). Su catedral dedicada a Santiago es la última parada de todo peregrino que decide emprender el antiguo Camino de Santiago. Los peregrinos caminaron a Santiago durante siglos desde todos los puntos de Europa y más allá de ella, abriendo sendas (algunos de los más conocidos son el Camino Francés, el Portugués, el inglés, el Primitivo, el del Norte, etc.) y diseminando su cultura por todo el norte de España. El 23 de octubre de 1987 el Consejo de Europa reconoció la importancia de las rutas religiosas y culturales que atraviesan Europa para llegar a Santiago de Compostela declarándolas "itinerario cultural europeo".
En particular, la archidiócesis, a través del llamado "Taller del Peregrino", es el organismo encargado de expedir la Compostela, es decir, los documentos que acreditan que quien la posee ha realizado al menos cien kilómetros del Camino. Cientos de libros de todas las épocas, cuentos, leyendas, canciones y últimamente películas han recogido las experiencias de conversión y fe de tantos y tantos que un día decidieron ponerse en camino hacia Santiago de Compostela.

## Historia
La diócesis de Iria Flavia fue erigida en el siglo VI en donde hoy se sitúa la pequeña aldea de Iria Flavia en el ayuntamiento de Padrón, provincia de La Coruña. Está confirmada por primera vez en los documentos del Concilio de Braga de 561. Originalmente fue sufragánea de la archidiócesis de Braga.
En 829 el obispo Teodomiro descubrió la tumba del apóstol Santiago el Mayor, que se convirtió en uno de los principales lugares de peregrinación de la Europa medieval. El obispo cambió su residencia a la ciudad de Santiago de Compostela.
La peregrinación permitió la circulación de ideas: probablemente también proviene de Santiago la oración Salve Regina, compuesta por el obispo san Pedro de Mezonzo hacia el año 1000.
A partir de mediados del siglo IX los obispos llevaron cada vez más el título de Iria Flavia y de la sede apostólica, y su sede habitual era el locus Sancti Iacobi, que luego se convirtió en Santiago.
El 5 de diciembre de 1095 el papa Urbano II con la bula Veterum sinodalia atribuyó formalmente a la antigua diócesis de Iria Flavia una nueva sede y el nuevo nombre de diócesis de Santiago de Compostela. Al mismo tiempo concedió a la diócesis la exención de la jurisdicción metropolitana, sometiéndola inmediatamente a la Santa Sede.
El 27 de febrero de 1120 el papa Calixto II elevó la diócesis al rango de archidiócesis metropolitana con la bula Omnipotentis dispositione.
El 5 de marzo de 1525 se creó la Universidad de Santiago mediante bula del papa Clemente VII, que tuvo su origen en la escuela catedralicia, que había contado con profesores célebres durante toda la Edad Media. Durante muchos años (hasta el siglo XIX) la universidad mantuvo un curso de teología y sirvió para la formación de sacerdotes en lugar de un seminario diocesano, que no se construyó hasta 1829. Con dificultad en la segunda mitad del siglo XIX el seminario obtuvo el derecho a expedir títulos académicos, hasta que en 1932 quedó reducido al rango de simple seminario diocesano. Finalmente en 1981 el seminario obtuvo la categoría de Instituto Teológico, adscrito a la Universidad de Salamanca con derecho a otorgar el bachillerato en teología.
El 17 de octubre de 1954, en virtud del decreto Quum sollemnibus de la Congregación Consistorial, se revisaron los límites de la archidiócesis para hacerlos coincidir con los de la provincia civil, en aplicación del concordato entre la Santa Sede y el Gobierno español de 1953. La archidiócesis de Santiago de Compostela cedió las parroquias de Beariz, Girazga y Lebozán a la diócesis de Orense y adquirió a la diócesis de Mondoñedo (hoy diócesis de Mondoñedo-Ferrol) las parroquias de Camariñas, Jornes y Miño.

## Estadísticas
Según el Anuario Pontificio 2023 la arquidiócesis tenía a fines de 2022 un total de 1 133 880 fieles bautizados.
| Año                                                                             | Población            | Población | Población      | Sacerdotes | Sacerdotes    | Sacerdotes    | Bautizados por sacerdote | Diáconos permanentes | Religiosos | Religiosos | Parroquias |
| Año                                                                             | Bautizados católicos | Total     | % de católicos | Total      | Clero secular | Clero regular | Bautizados por sacerdote | Diáconos permanentes | Varones    | Mujeres    | Parroquias |
| ------------------------------------------------------------------------------- | -------------------- | --------- | -------------- | ---------- | ------------- | ------------- | ------------------------ | -------------------- | ---------- | ---------- | ---------- |
| 1950                                                                            | 1 152 000            | 1 153 000 | 99.9           | 1135       | 930           | 205           | 1014                     |                      | 280        | 1268       | 1021       |
| 1970                                                                            | 1 204 300            | 1 206 952 | 99.8           | 1297       | 1065          | 232           | 928                      |                      | 512        | 1856       | 1032       |
| 1980                                                                            | 1 273 000            | 1 275 000 | 99.8           | 1166       | 929           | 237           | 1091                     |                      | 447        | 1728       | 1048       |
| 1990                                                                            | 1 248 210            | 1 302 329 | 95.8           | 1033       | 808           | 225           | 1208                     | 1                    | 379        | 1460       | 1064       |
| 1999                                                                            | 1 179 039            | 1 281 564 | 92.0           | 916        | 707           | 209           | 1287                     | 4                    | 282        | 393        | 1068       |
| 2000                                                                            | 1 146 213            | 1 259 574 | 91.0           | 861        | 660           | 201           | 1331                     | 4                    | 267        | 387        | 1068       |
| 2001                                                                            | 1 173 963            | 1 290 070 | 91.0           | 860        | 653           | 207           | 1365                     | 3                    | 277        | 381        | 1068       |
| 2002                                                                            | 1 139 364            | 1 294 732 | 88.0           | 783        | 636           | 147           | 1455                     | 3                    | 284        | 1145       | 1068       |
| 2003                                                                            | 1 196 276            | 1 314 591 | 91.0           | 808        | 662           | 146           | 1480                     | 5                    | 301        | 1033       | 1051       |
| 2004                                                                            | 1 132 664            | 1 287 118 | 88.0           | 768        | 627           | 141           | 1474                     | 5                    | 278        | 1017       | 1069       |
| 2010                                                                            | 1 192 508            | 1 301 147 | 91.7           | 807        | 609           | 198           | 1477                     | 7                    | 264        | 1082       | 1070       |
| 2014                                                                            | 1 189 000            | 1 324 741 | 89.8           | 732        | 536           | 196           | 1624                     | 4                    | 400        | 652        | 1071       |
| 2017                                                                            | 1 135 000            | 1 312 000 | 86.5           | 669        | 481           | 188           | 1696                     | 4                    | 369        | 558        | 1071       |
| 2020                                                                            | 1 133 880            | 1 320 350 | 85.9           | 545        | 429           | 116           | 2080                     | 5                    | 147        | 590        | 1070       |
| 2022                                                                            | 1 118 000            | 1 310 000 | 85.3           | 535        | 392           | 143           | 2089                     | 6                    | 205        | 538        | 1070       |
| Fuente: Catholic-Hierarchy, que a su vez toma los datos del Anuario Pontificio. |                      |           |                |            |               |               |                          |                      |            |            |            |

En el curso 2024-2025 comienza de forma oficial la andadura del Seminario Interdiocesano de las diócesis de Mondoñedo, Tuy-Vigo y Santiago de Compostela; conformado por 23 seminaristas y 3 formadores pertenecientes a estas diócesis.